# كامبوبيلو دي ليكاتا
كامبوبيلو دي ليكاتا (بالإيطالية: Campobello di Licata)‏ هي بلدية في مقاطعة أغريجنتو في صقلية الإيطالية.

## السكان
في سنة 1861 بلغ عدد السكان 5٬740 نسمة، وتطور العدد ليصل في سنة 2011 لـ 10٬438 نسمة.
يظهر هذا المخطط البياني تطور النمو السكاني لـ كامبوبيلو دي ليكاتا